# Das Experiment
Das Experiment is een Duitse thriller uit 2001 onder regie van Oliver Hirschbiegel. Het verhaal is gebaseerd op de ontwikkelingen zoals die zich voordeden bij het Stanford-gevangenisexperiment, in 1971 uitgevoerd in de kelders van de Stanford-universiteit. Het plot uit de film komt voort uit het boek Black Box van Mario Giordano.
Das Experiment won onder meer de Deutscher Filmpreis voor beste productieontwerp, beste hoofdrolspeler (Moritz Bleibtreu) en beste bijrolspeler (Justus von Dohnanyi). Daarnaast werd de productie genomineerd voor Europese Filmprijzen in de categorieën beste film, beste regisseur en beste acteur (Bleibtreu).

## Verhaal
Tarek Fahd (Moritz Bleibtreu) is deelnemer in een gevangenissimulatie-experiment, samen met 19 andere kandidaten, die reageerden op een oproep in een krant. Door de computer werden de kandidaten ingedeeld in enerzijds gevangenen en anderzijds bewakers. Gaandeweg het experiment gaat het van kwaad tot erger, omdat bepaalde bewakers megalomane trekjes beginnen te vertonen. Omdat de leider van het experiment, prof. Klaus Thon, de reacties van bewakers en gevangenen als psychologische standaardreacties betitelt, stopt hij het experiment niet. Na een tijdje nemen de bewakers de professoren gevangen. Als Thon dit hoort gaat hij terug naar het complex. Ondertussen komt er een opstand van de gevangenen en proberen ze te ontsnappen. Op twee na lopen ze in de val en worden ze weer ingerekend. De twee die niet in de val zijn gelopen komen de meest sadistische bewaker tegen en brengen hem ernstig letsel toe in een gevecht dat volgt. Ondertussen is Thon in het complex en komt hij een bewaker tegen die hem per ongeluk neerschiet. Iemand weet de politie te waarschuwen en het experiment wordt gestopt. Uiteindelijk zijn er twee doden en drie gewonden gevallen. Dokter Thon overleeft het en wordt aangeklaagd voor doodslag.

## Rolverdeling
| Acteur               | Personage          |
| -------------------- | ------------------ |
| Moritz Bleibtreu     | Tarek Fahd         |
| Justus von Dohnányi  | Berus              |
| Christian Berkel     | Steinhoff          |
| Oliver Stokowski     | Schütte            |
| Andrea Sawatzki      | Jutta Grimm        |
| Wotan Wilke Möhring  | Joe                |
| Stephan Szasz        | overige gevangenen |
| Polat Dal            | overige gevangenen |
| Danny Richter        | overige gevangenen |
| Ralf Müller          | overige gevangenen |
| Markus Rudolf        | overige gevangenen |
| Peter Fieseler       | overige gevangenen |
| Thorsten J.H. Dersch | overige gevangenen |
| Sven Grefer          | overige gevangenen |
| Nicki von Tempelhoff | Kamps              |
| Timo Dierkes         | Eckert             |
| Antoine Monot, Jr.   | Bosch              |
| Lars Gärtner         | Renzel             |
| Jacek Klimontko      | Gläser             |
| Markus Klauk         | Stock              |
| Ralph Püttmann       | Amandy             |
| Edgar Selge          | Klaus Thon         |
| Philipp Hochmair     | Lars               |
| Klaus Spinnler       | assistenten        |
| Tristan Vostry       | assistenten        |
| Maren Eggert         | Dora               |
| André Jung           | Ziegler            |
| Uwe Rohde            | Hans               |
| Heiner Lauterbach    | Dennis             |
| Fatih Akin           | taxibestuurder     |
| Christiane Gerboth   | Newscaster         |

## Vergelijking met de werkelijke experimenten
Hoewel het verhaal gebaseerd is op het daadwerkelijk uitgevoerde experiment in een namaak-gevangenis in de kelder van Stanford-universiteit, komen de gebeurtenissen uit de film niet overeen met die in het psychologische experiment. In Stanford werd het experiment na zes dagen gestopt, omdat de wetenschappers bezorgd waren over misbruik door de bewakers van de gevangenen en dat de gevangenen (een groep van studenten), psychologische schade leden. In de film worden deze zorgen gedeeld door Dr. Grimm. Toch komen er overeenkomende zaken voor in de film. In het experiment werden de gevangenen ook met brandblussers bespoten en moesten ook de toiletten door hen worden schoongemaakt met hun blote handen.